# Contopus
Contopus là một chi chim trong họ Tyrannidae.

## Hình ảnh

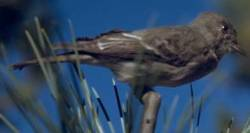
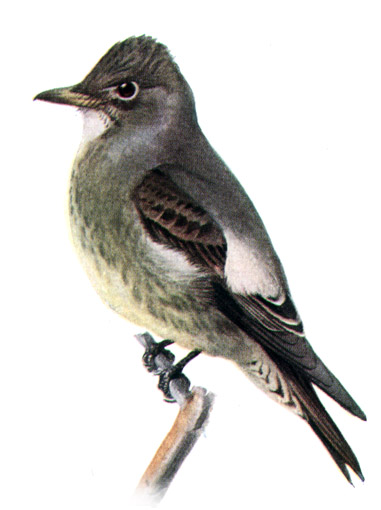
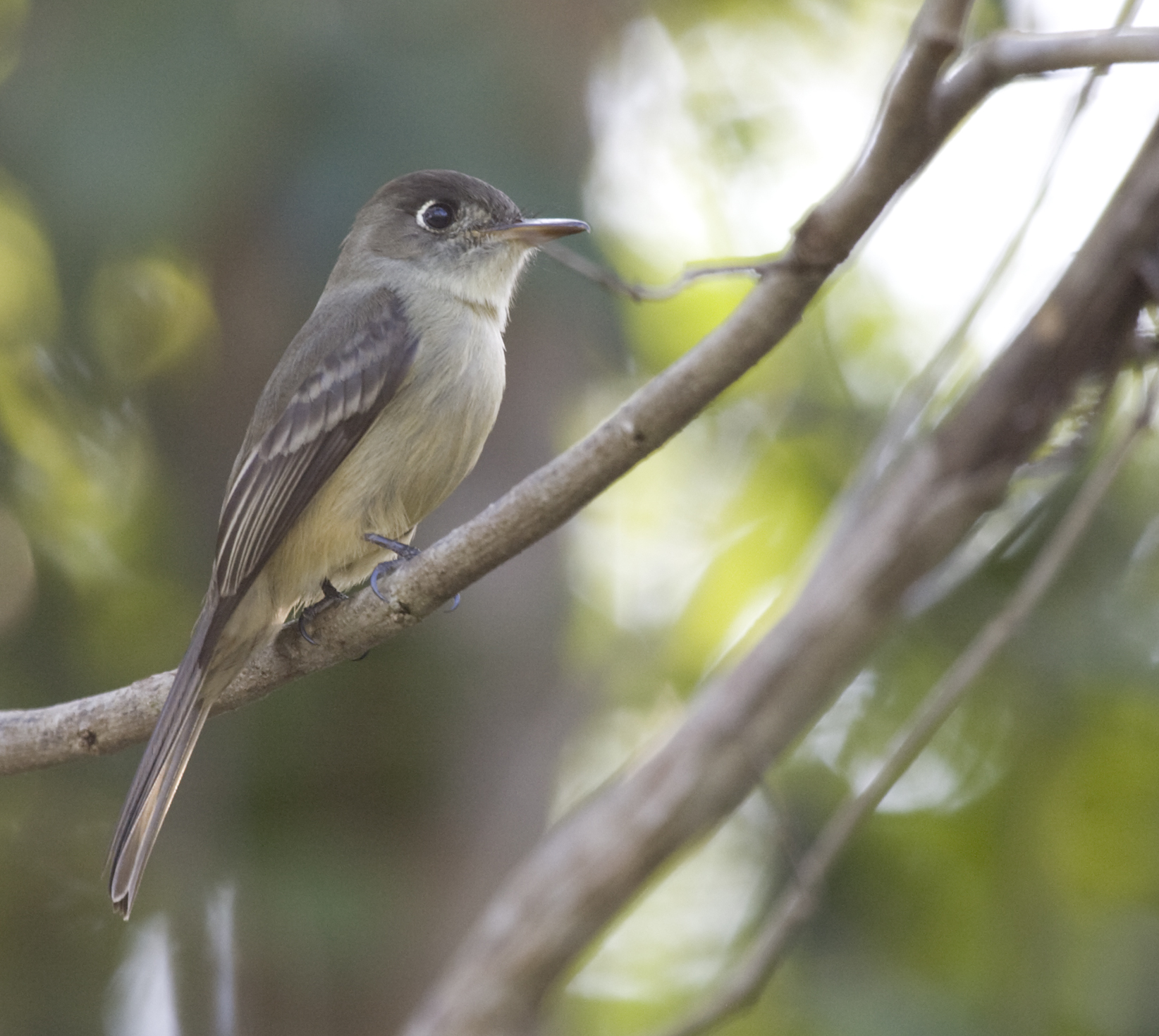
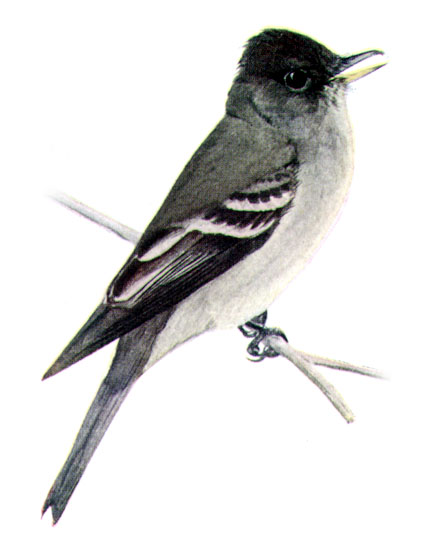